# Тронько Микола Дмитрович
Тронько Микола Дмитрович (нар. 28 лютого 1944) — український учений ендокринолог, педагог, організатор наукової діяльності, академік Національної Академії медичних наук України за спеціальністю «радіаційна ендокринологія» (2010 р.), член-кореспондент НАН України за спеціальністю «радіаційна медицина» (1992 р.), доктор медичних наук (1984 р.), професор (1989 р.). АН ВШ України.

## Біографія
Тронько М. Д. у 1967 р. закінчив Київський медичний інститут. Директор Державної установи Інститут ендокринології та обміну речовин ім. В. П. Комісаренка АМН України (з 1986 р.), керівник відділу фундаментальних і прикладних проблем ендокринології, завідувач кафедри ендокринології Національної медичної академії післядипломної освіти імені П. Л. Шупика.

## Наукова діяльність
Наукові дослідження Тронько М. Д. охоплюють різні аспекти фундаментальної і прикладної ендокринології. Експериментальні роботи присвячені вивченню регуляції секреції, механізму дії та обміну кортикостероїдів. Проведені наукові дослідження дозволили Троньку М. Д. сформувати оригінальну концепцію функціональної трансформації кортикостероїдів, останнім часом він продовжує інтенсивно вивчати проблеми регуляції внутрішньоклітинних процесів у нормі й патології.
Тронько М. Д. зробив значний внесок у вивчення впливу радіаційного фактору на канцерогенез у щитоподібній залозі.
Питання з Чорнобильської наукової тематики стало пріоритетним напрямом у науковій і практичній діяльності Тронька М. Д. Отримані дані лягли в основу створення Республіканського реєстру дітей, постраждалих після аварії на ЧАЕС. Більш ніж 5000 хворих дітей на рак щитоподібної залози пройшли лікування в клінічних відділеннях інституту. Під керівництвом та за безпосередньої його участі отримані нові дані відносно зростання захворюваності на рак щитоподібної залози у дітей та підлітків України після аварії на ЧАЕС, доведена залежність зростання захворюваності на рак щитоподібної залози від дози опромінення її, проведені молекулярно-біологічні дослідження злоякісних пухлин щодо участі різних онкогенів в тиреоїдному канцерогенезі в залежності від віку пацієнтів і часу, що минув після аварії.
Протягом багатьох років провідним напрямком наукової діяльності Тронька М. Д. є проблема цукрового діабету. Важлива медико-соціальна значимість цієї проблеми для населення України зумовила прийняття Комплексної програми «Цукровий діабет», ініціатором та розробником якої був очолюваний ним інститут. Програма створила умови для значного поліпшення медичної допомоги хворим на цукровий діабет, своєчасне виявлення хвороби та її ускладнень, поліпшення якості життя хворих. Під керівництвом Тронька М. Д. вперше в Україні створені бази даних державного реєстру дорослих та дітей хворих на цукровий діабет, що дає можливість здійснювати динамічний контроль за кожним випадком захворювання, вирішувати важливі наукові завдання і практичні питання лікувально-діагностичного процесу.
Під безпосереднім керівництвом Тронька М. Д. було проведено клінічне випробування та впровадження в практику вітчизняних інсулінів, ізодибуту, L-тироксину.
Під керівництвом Тронька М. Д. розроблено Державну програму профілактики йододефіцитних захворювань та проведено обстеження населення на йододефіцит по всій території України. Запропоновані шляхи подолання йодного дефіциту в України, одним з яких є підготовлений проект закону «Про попередження станів і захворювань, спричинених йодною недостатністю», який передбачає постійний моніторинг йодної забезпеченості та захворюваності населення і впровадження масової йодної профілактики шляхом вживання йодованої солі.
Тронько М. Д. є автором близько 500 друкованих праць, серед яких 37 монографій; співавтором двох авторських свідоцтв та 34 Деклараційних патентів України. Він підготував 10 докторів і 11 кандидатів наук.
Тронька М. Д. обрано Президентом Асоціації ендокринологів України, віце-президентом Української діабетичної федерації, заступником голови Наукової ради при Президії НАМН України (відділення з теоретичної та профілактичної медицини). Він є членом Європейської та Американської Асоціацій з вивчення цукрового діабету, Європейської тиреоїдної асоціації, головою спеціалізованої наукової ради по захисту дисертацій зі спеціальності «Ендокринологія», головним редактором журналу «Ендокринологія».

## Звання і нагороди
- Нагрудний знак «Знак пошани»,
- Орден «За заслуги» ІІІ ступеня
- Орден «За заслуги» ІІ ступеня (19 червня 2015) — за значний особистий внесок у розвиток вітчизняної системи охорони здоров'я, надання кваліфікованої медичної допомоги та високу професійну майстерність [1],
- Орден «За заслуги» І ступеня (22 січня 2019) — за значний особистий внесок у державне будівництво, зміцнення національної безпеки, соціально-економічний, науково-технічний, культурно-освітній розвиток Української держави, вагомі трудові досягнення, багаторічну сумлінну працю[2]
- Почесна грамота Кабінету Міністрів України (24 березня 2004) — за вагомий особистий внесок у розвиток охорони здоров'я, багаторічну сумлінну працю та високий професіоналізм[3],
- Грамота Верховної Ради України «За заслуги перед Українським народом»,
- Премія ім. О. О. Богомольця (1989),
- Заслужений діяч науки і техніки України (23 квітня 1994) — за активне впровадження нових методів діагностики і лікування, високу професійну майстерність[4],
- Державна премія України в галузі науки і техніки (10 грудня 2007) — за визначення механізмів радіоіндукованих онкогематологічних та онкологічних ефектів Чорнобильської катастрофи, розробку і впровадження новітніх технологій медичного захисту постраждалих[5],
- Премія ім. В. П. Комісаренка НАН України в галузі патофізіології, клінічної і експериментальної ендокринології (2008),
- Нагасакська Меморіальна премії миру ім. Такаші Нагаї (Японія, 2012).